# Sędziwuj
Sędziwuj — staropolskie imię męskie, złożone z dwóch członów: Sędzi- ("sądzić") i -wuj ("wuj"). Do końca XV wieku imię to zanotowano u około 1500 osób, a więc należało ono do najpopularniejszych w Polsce obok Stanisława i Więcesława. Prawdopodobnie jego pomorskim wariantem jest imię Sędowin.
Podobne imiona staropolskie: Sędzimir, Sędzisław itp.
Zobacz też:
- Sędek (województwo świętokrzyskie)